# Евсеев, Юрий Иванович
Юрий Иванович Евсеев (1932—2018) — советский и российский учёный и организатор в области педагогики и физического воспитания, доктор педагогических наук, профессор. Заслуженный работник физической культуры Российской Федерации (1996). 

## Биография
Родился 22 мая 1932 года в городе Ростов-на-Дону.
С 1 сентября 1943 года по 15 сентября 1945 года в период Великой Отечественной войны был сыном полка 14-го управления военно-полевого строительства 24-го Управления оборонительного  строительства 2-го Украинского фронта, вместе со своей частью прошёл с боями — Украину, Молдавию, Румынию, Венгрию, Чехословакию и Австрию. За участие в войне 6 апреля 1985 года был награждён Орденом Отечественной войны 2-й степени.
С 1945 года после демобилизации из рядов Советской армии обучался в Ростовской средней школе, в 1952 году получил среднее образование в Ростовской школе рабочей молодёжи. С 1960 по 1965 годы обучался на заочном отделении факультета физического воспитания Ростовского государственного педагогического института. С 1965 по 1966 годы работал — тренером-инструктором, с 1966 по 1987 годы — старшим преподавателем кафедры Физического воспитания Ростовского государственного университета. 
С 1987 по 2007 годы занимал должность — заведующего кафедрой физического воспитания Ростовского государственного экономического университета, с 2014 по 2018 годы был профессором этой кафедры. С 2007 по 2018 годы одновременно по совместительству преподавал в Кубанском государственном университете физической культуры, спорта и туризма. Помимо основной деятельности Ю. И. Евсеев был председателем научно-методического совета по физической культуре Юга России и членом Президиума научно-методического совета по физической культуре Министерства образования науки Российской Федерации. Ю. И. Евсеев был одним из организаторов спортивного студенческого движения на Дону: один из основателей Исполнительного комитета Всероссийской Студенческой ассоциации «Буревестник», организатор, тренер и первый директор Ростовского центрального клуба туристов и клуба «Горизонт» в Ростовском государственном университете, под его руководством и при участии было подготовлено 14 мастеров спорта, а так же 8 чемпионов и призеров чемпионатов СССР. Автор многочисленных научных работ в области физической культуры и воспитания. 
В 1984 году защитил диссертацию на соискание учёной степени кандидата педагогических наук, в 2005 году —  доктора педагогических наук. В 2014 году Ю. И. Евсееву было присвоено учёное звание — профессор.  Ю. И. Евсеев состоял и в общественных организациях: был действительным членом  Международной академии наук педагогического образования и Национальной академии туризма, член-корреспондентом Международной педагогической академии.
В 1996 году Ю. И. Евсеев был удостоен почётного звания — Заслуженный работник физической культуры Российской Федерации.
Умер 21 февраля 2018 года в Ростове-на-Дону.

## Награды
Основной источник:
- Орден Отечественной войны II степени (6.04.1985[2])
- Медаль «За победу над Германией в Великой Отечественной войне 1941—1945 гг.»

### Звание
- Заслуженный работник физической культуры Российской Федерации (1998[5])